# Emil Rausch

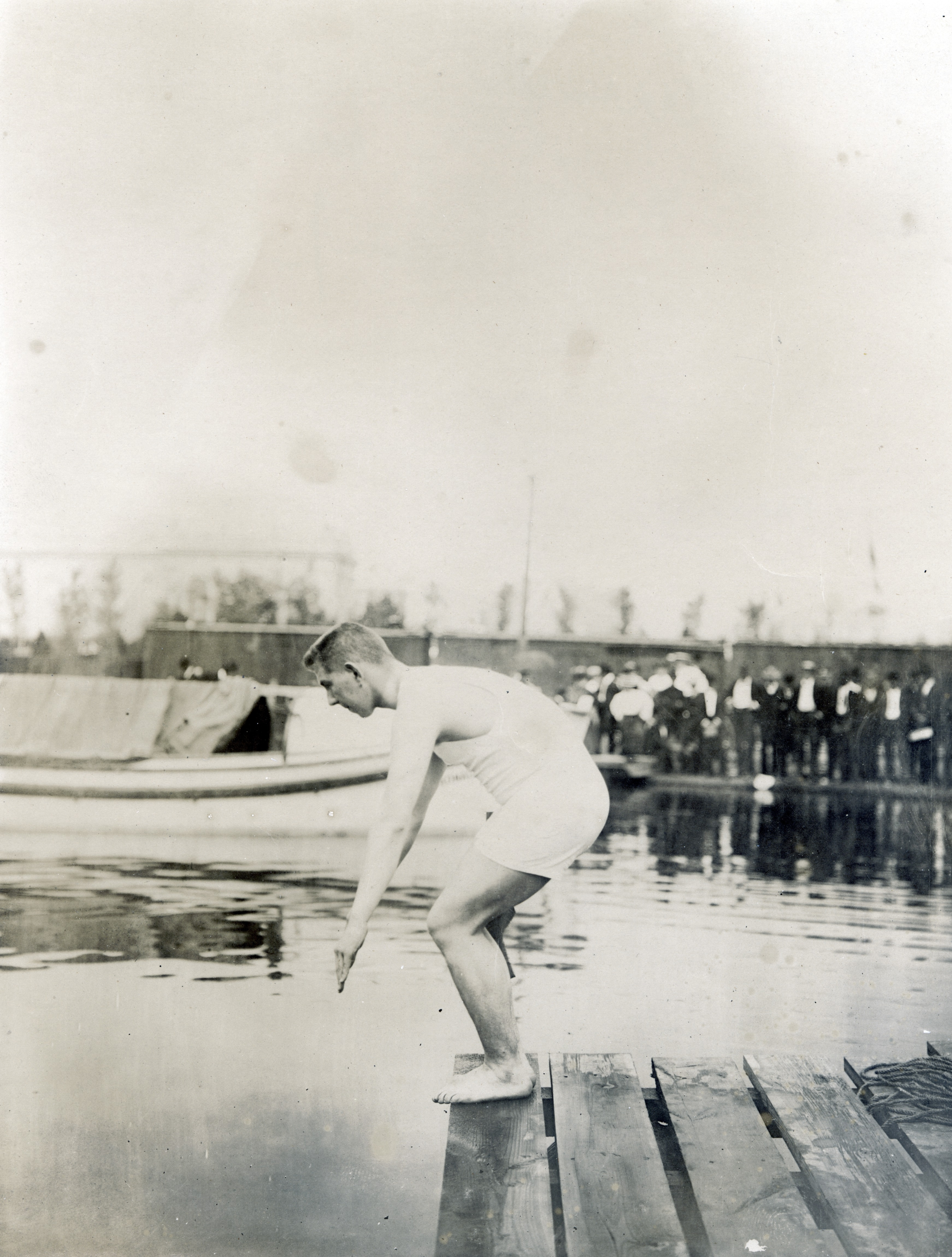
Emil Rausch en los Juegos Olímpicos de 1904

Emil A. Rausch (Berlín, 11 de septiembre de 1882-Berlín, 14 de diciembre de 1954) fue uno de los grandes nadadores alemanes de principios del siglo XX, vencedor de numerosos campeonatos alemanes de natación y que tomó parte en los Juegos Olímpicos de 1904 y los Juegos Intercalados de 1906.
En 1904 participó en tres pruebas de natación: las 880 yardas libre, la milla libre y las 220 yardas libres, ganando el oro en las dos primeras y el bronce en la última de ellas.
Dos años más tarde, en 1906 participó en los Juegos Intercalados, ganando una nueva medalla, en esta ocasión de plata, en los relieves 4 × 250 m libres, formando equipo con Ernst Bahnmeyer, Max Pape y Oscar Schiele. Acabó quinto en la carrera de la milla estilo libre.